# MadTracker
MadTracker（マッドトラッカー）は、Microsoft Windows 上で動作するトラッカーである。
1998年にリリースされ、64トラック制御への進化、サンプルベース、そして進化したFX等のVST、ASIO、ReWireをサポートした次世代トラッカーである。
プログラムの著者、Yannick DelwicheはMadTrackerの開発に勤めており、このトラッカー独自要素の改良を行なっている。（オートメーションやサンプルの動機、ドラムパターンや組み込みチャットクライアント）
全てのバージョンはWindows上で動作する。
現在のMadTrackerの開発状況は、開発速度を落とし、オープンソース化に向けての経過途上にある。
最新版は2.6.1になる。
このトラッカーはフリーウェアであり、OGG Vorbisでエクスポートできるが、プロフェッショナルレジストレーションを行なうとwaveレンダラープラグインが付くだけでなく、madtracker.net上でのウェブスペース、POP3でのEメールアカウントも付いてくる。
全ての詳細や、フリーウェア版のダウンロードとこのプログラムを使うのに必要な全てのリソースはオフィシャルホームページで見つけることができる。

## 著名なMadTrackerユーザ
- Binärpilot
- MM